# Abdelfettah Mouddani
Abdelfettah Mouddani (30 luglio 1956) è un ex calciatore marocchino, di ruolo portiere.

## Carriera
Con la Nazionale marocchina ha preso parte ai Mondiali 1986.